# 上白滝駅
上白滝駅（かみしらたきえき）は、かつて北海道紋別郡遠軽町上白滝にあった北海道旅客鉄道（JR北海道）石北本線の駅 (廃駅) 。駅番号はA44であった。電報略号はカラ。

## 歴史

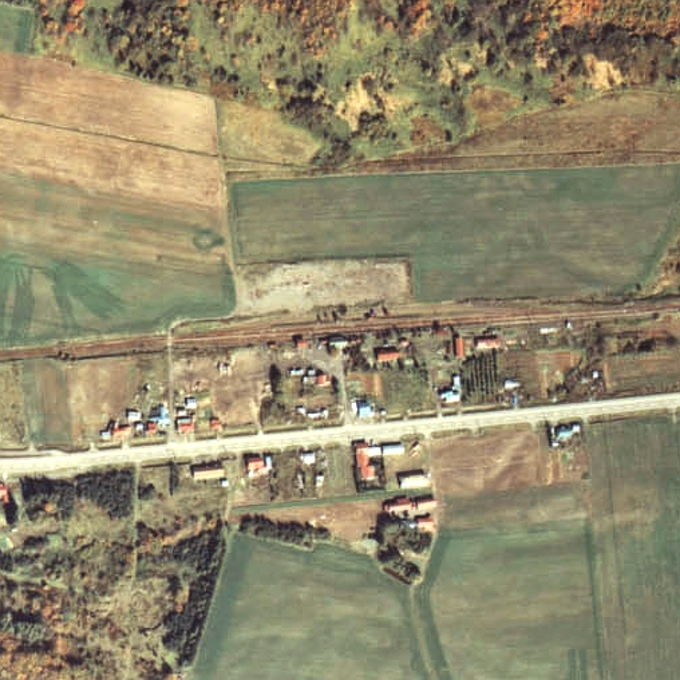
1977年の上白滝駅と周囲約500m範囲。右が遠軽方面。相対式ホーム2面2線、駅舎横の上川側に貨物ホームと引込み線を有する。駅裏側に敷かれていた貨物線の跡が白く残されている。

- 1932年（昭和7年）10月1日：省線石北線の中越駅（現在の中越信号場） - 白滝駅間延伸開業[2][新聞 1]に伴い開業[3][4]。一般駅[1]。
- 1949年（昭和24年）6月1日：公共企業体日本国有鉄道（国鉄）に移管。
- 1961年（昭和36年）4月1日：所属路線が石北本線に改称[4]。
- 1978年（昭和53年）3月1日：貨物の取り扱いが終了[1]。
- 1983年（昭和58年）1月10日：荷物の取り扱いが終了[1]。同時に無人駅となる[新聞 2]。
- 1986年（昭和61年）11月1日：同日のダイヤ改正より、上川駅 - 白滝駅間で毎日運転の普通列車が1往復に削減され、土曜の登校日以外は1日1往復の停車となる。
- 1987年（昭和62年）4月1日：国鉄分割民営化に伴い、北海道旅客鉄道（JR北海道）に承継[1][4]。
- 1992年（平成4年）3月14日：この日のダイヤ改正より、土曜の登校日に行っていた白滝駅 - 遠軽駅間定期列車の奥白滝駅延長を廃止。すべての日で1日1往復の停車となる。
- 2015年（平成27年）7月21日：JR北海道が、2016年（平成28年）3月実施予定のダイヤ改正で当駅を廃止する方針を遠軽町へ通知[新聞 3]。
- 2016年（平成28年）
  - 3月26日：利用者減少とダイヤ改正に伴い廃止[報道 1]。
    - 廃止時点でも停車する列車は1日1往復2本のみであり、同日廃止された東日本旅客鉄道（JR東日本）山田線の浅岸駅（ただし冬季全列車通過）と並び、国内で最も1日の停車本数が少ない駅だった[新聞 4]。

  - 6月下旬：木造駅舎と別棟のトイレが解体された[新聞 5]。

## 駅構造
相対式ホーム2面2線だったが、合理化により棒線化され、廃止時は単式ホーム1面1線の地上駅であった。遠軽駅管理の無人駅。別棟に木造のトイレもあった。

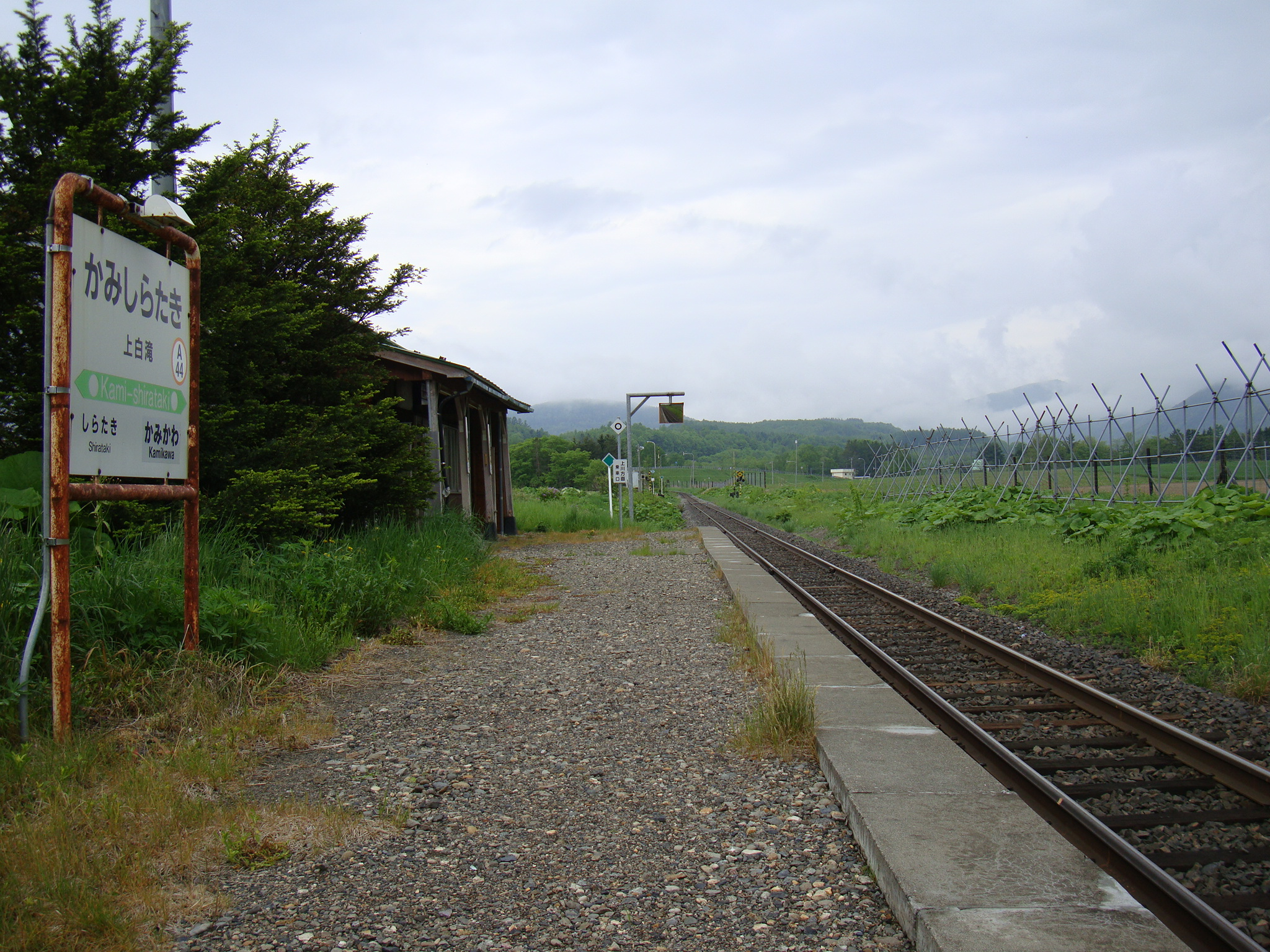
ホーム
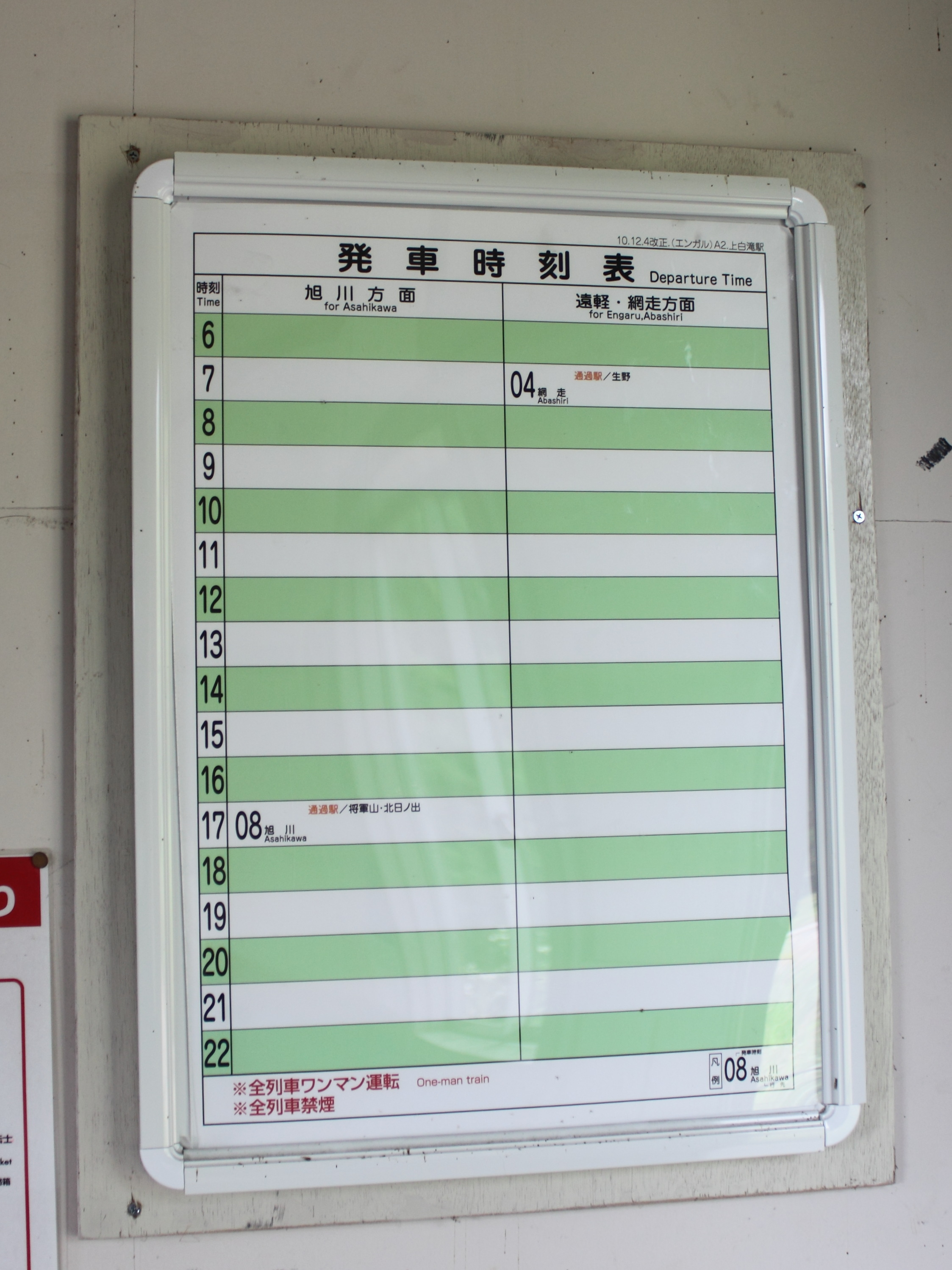
発車時刻表
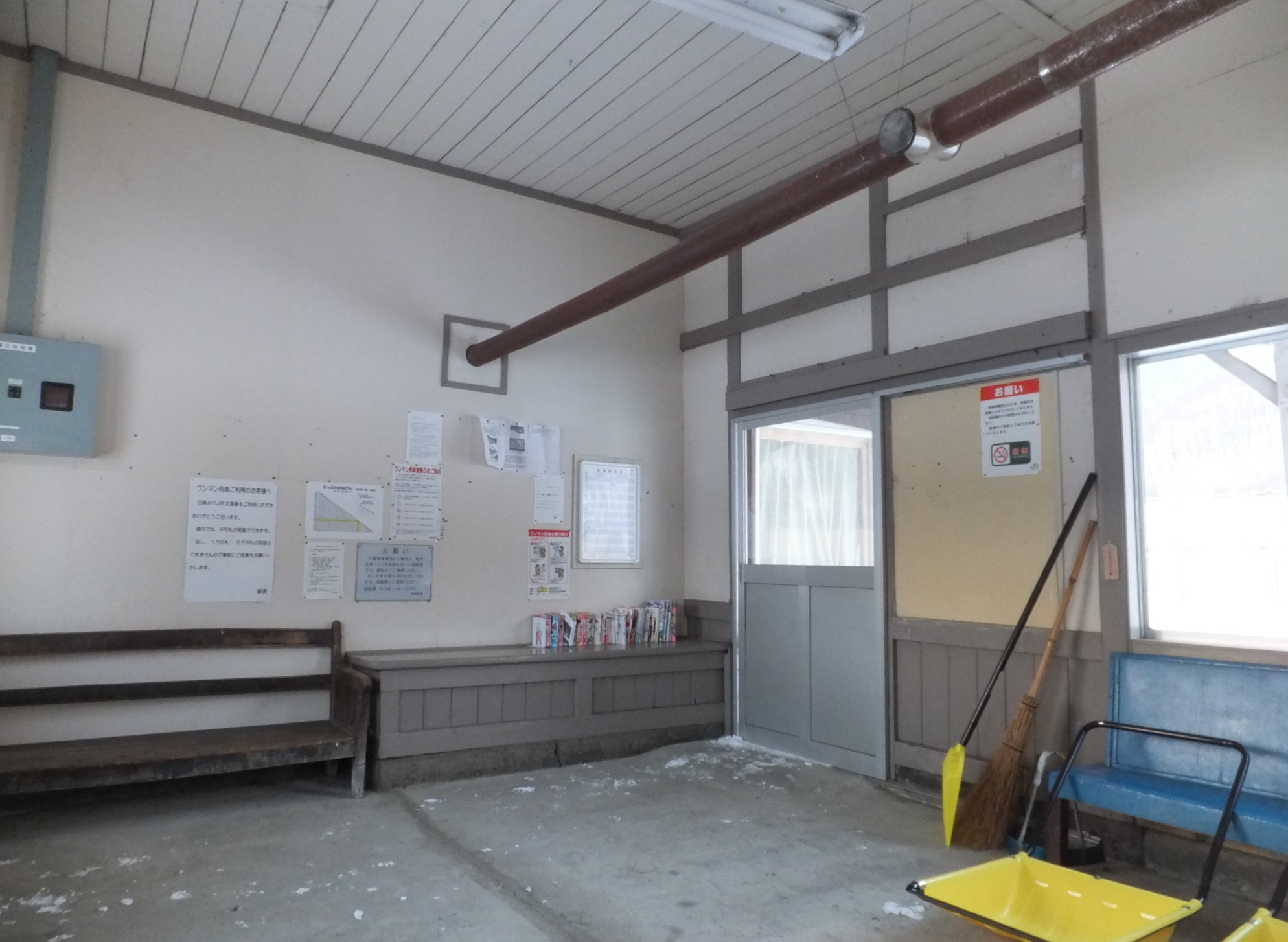
待合室

## 利用状況
乗車人員の推移は以下のとおり。年間の値のみ判明している年については、当該年度の日数で除した値を括弧書きで1日平均欄に示す。乗降人員のみが判明している場合は、1/2した値を括弧書きで記した。
また、「JR調査」については、当該の年度を最終年とする過去5年間の各調査日における平均である。
| 年度               | 乗車人員 | 乗車人員 | 乗車人員    | 出典       | 備考 |
| 年度               | 年間     | 1日平均  | JR調査      | 出典       | 備考 |
| ------------------ | -------- | -------- | ----------- | ---------- | ---- |
| 1978年（昭和53年） |          | 16       |             | [ 5 ]      |      |
| 2015年（平成27年） |          |          | 「1名以下」 | [ 報道 2 ] |      |

## 駅周辺
駅前に小さな工場がある。国道沿いに小さな集落や商店がある。
- 国道333号
- 東白滝牧場
- 合気道ゆかりの地

## 隣の駅
北海道旅客鉄道（JR北海道）
■石北本線（廃止時）
上川駅 (A43) - （中越信号場） - （上越信号場） - （奥白滝信号場） - 上白滝駅 (A44) - 白滝駅 (A45)

### 報道発表資料
1. ↑  『平成28年3月ダイヤ改正について』（PDF）（プレスリリース）北海道旅客鉄道、2015年12月18日。オリジナルの2015年12月18日時点におけるアーカイブ。2015年12月18日閲覧。
2. ↑  “極端にご利用の少ない駅” (PDF). 平成28年度事業運営の最重点事項.   北海道旅客鉄道. p. 6 (2016年2月10日). 2018年6月19日閲覧。

### 新聞記事
1. ↑  国立国会図書館デジタルコレクション (1932年9月26日). “鉄道省告示第370号・第371号” (日本語). 官報 (内閣印刷局).  オリジナルの2015年6月17日時点におけるアーカイブ。 2015年6月17日閲覧。
2. ↑  “「通報」●石北本線桜岡駅ほか12駅の駅員無配置について（旅客局）”. 鉄道公報 (日本国有鉄道総裁室文書課):  p. 2. (1983年1月10日)
3. ↑  どうしんウェブ／電子版（社会） (2015年7月22日). “上白滝・旧白滝・下白滝の3駅も廃止 JR石北線、来年3月に” (日本語). 北海道新聞 (北海道新聞社).  オリジナルの2015年7月23日時点におけるアーカイブ。 2015年8月11日閲覧。
4. ↑  どうしんウェブ／電子版（社会） (2016年10月18日). “「秘境」北海道・旧白滝駅舎が解体 地元住民が別れ惜しむ” (日本語). 北海道新聞 (北海道新聞社).  オリジナルの2016年10月18日時点におけるアーカイブ。 2016年10月18日閲覧。
5. ↑  どうしんウェブ／電子版（道東） (2016年6月16日). “さらば上白滝駅 駅舎解体、北海道・遠軽の住民「寂しい」” (日本語). 北海道新聞 (北海道新聞社).  オリジナルの2016年6月18日時点におけるアーカイブ。 2016年6月18日閲覧。

### 書籍
- 田中和夫（監修）『写真で見る北海道の鉄道』 上巻 国鉄・JR線、北海道新聞社（編集）、2002年7月15日、94-105,311-319頁。ISBN 978-4-89453-220-5。ISBN 4-89453-220-4。

### 雑誌
- 曽根悟（監修） 著、朝日新聞出版分冊百科編集部 編『週刊 歴史でめぐる鉄道全路線 国鉄・JR』 28号 釧網本線／石北本線、朝日新聞出版〈週刊朝日百科〉、2010年1月31日、22-23頁。